# Västra Kulla
Västra Kulla är en bebyggelse i Tostareds socken i Marks kommun i Västergötland.  SCB har för bebyggelse i södra delen avgränsat en småort namnsatt till Kulla (södra delen). 2015 hade folkmängden i området minskat och småorten upplöstes. Samtidigt avgränsades i grannbebyggelsen 2015 en småort i Östra Kulla.